# Travisia chinensis
Travisia chinensis är en ringmaskart som beskrevs av Grube 1869. Travisia chinensis ingår i släktet Travisia och familjen Opheliidae. Inga underarter finns listade i Catalogue of Life.